# Chüpfenflue
Die Chüpfenflue ⓘ (vom schweizerdeutschen Wort Chüpfe für Bergkuppe oder Berggipfel und Fluh für Felsen, Felsband, Felswand, Felsgipfel) ist ein Berg zwischen den Tourismusdestinationen Davos und Arosa im Kanton Graubünden in der Schweiz mit einer Höhe von 2658 m ü. M.

## Lage und Umgebung
Die Chüpfenflue gehört zur Strelakette, einem Gebirgszug der Plessuralpen. Ausserdem zählt sie auch zu den Aroser Dolomiten. Ihr Gipfel ist wie bei den anderen Aroser Dolomiten vegetationslos, gegen Nordwesten (Richtung Arosa) in Schrofen und Schutthängen, und gegen Südosten (Richtung Davos) in gegliederten Felswänden abfallend. Auf ihr verläuft die Gemeindegrenze der Gemeinden Davos und Arosa. Die Chüpfenflue wird im Norden durch das Haupter Tal und im Westen durch das Chüpfer Tälli eingefasst. Beide Täler gehören zum Hochtal Sapün, einem Seitental des Schanfigg. Der Südostgrat trennt die Mulden von Vorder- und Hinter Latschüel (beide Landwassertal).
Zu den Nachbargipfeln gehören das Haupter Horn im Norden, die Strela im Nordosten, der Wannengrat und das Chörbsch Horn im Süden, sowie die Mederger Flue im Südwesten.
Talorte sind Davos, Langwies und Arosa. Häufige Ausgangspunkte sind die Schatzalp sowie Medergen.

## Routen zum Gipfel
Über Besteigungen durch die Nord- und die Westwand ist aus der alpinen Literatur nichts bekannt, obschon sich in diesen Wänden zweifellos wenig schwierige (WS) Routen finden liessen.
|  | - Ausgangspunkt: Davos (1560 m), Schatzalp (1861 m), Stn. Höhenweg (2218 m), Weissfluhjoch (2693 m), Davos Frauenkirch (1512 m), Langwies (1377 m) oder Arosa (1775 m) - Via: Latschüelfurgga (2409 m) 1. Von Davos via Schatzalp Schönboden zur Latschüelfurgga 2. Von der Schatzalp via Schönboden zur Latschüelfurgga 3. Von der Stn. Höhenweg via Panoramaweg, Strelapass (2350 m) zur Latschüelfurgga 4. Vom Weissfluhjoch via Felsenweg, Strelapass zur Latschüelfurgga 5. Von Davos Frauenkirch via Stafelalp, Chörbschhornhütte (2575 m) zur Latschüelfurgga 6. Von Langwies via Sapün, Tritt zur Latschüelfurgga 7. Von Arosa via Stausee (1606 m), Tieja, Medergen, Tritt, zur Latschüelfurgga - Schwierigkeit: T4+, L, bis zur Latschüelfurgga als Wanderweg weiss-rot-weiss markiert - Zeitaufwand: 1. 3¾ Stunden von Davos 2. 2¾ Stunden von der Schatzalp 3. 2¾ Stunden von der Stn. Höhenweg 4. 2½ Stunden vom Weissfluhjoch 5. 4¼ Stunden von Davos Frauenkirch 6. 4½ Stunden von Langwies 7. 5 Stunden von Arosa - Bemerkung: Der Gratweg von der Latschüelfurgga zur Chüpfenflue ist mit dezenten, roten Punkten markiert. - Ausgangspunkt: Strela (2636 m) - Via: Verbindungsgrat - Schwierigkeit: T5-T6, WS, I-II - Zeitaufwand: ¾ Stunden - Bemerkung: Je mehr man am Nordostgrat in die schuttige Südflanke ausweicht, desto leichter, aber mühsamer wird die Traverse. |

## Galerie

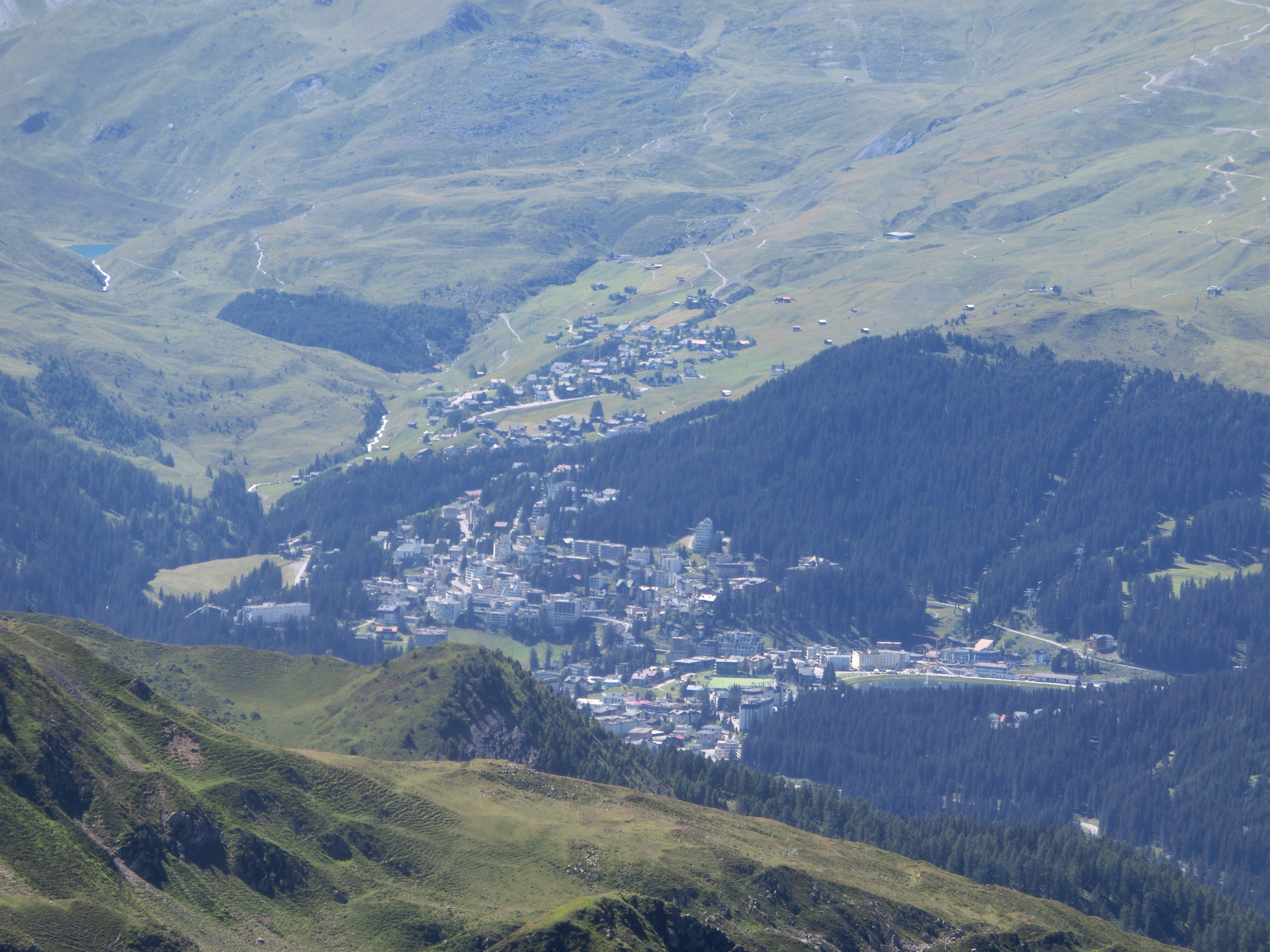
Blick nach Westen nach Arosa.
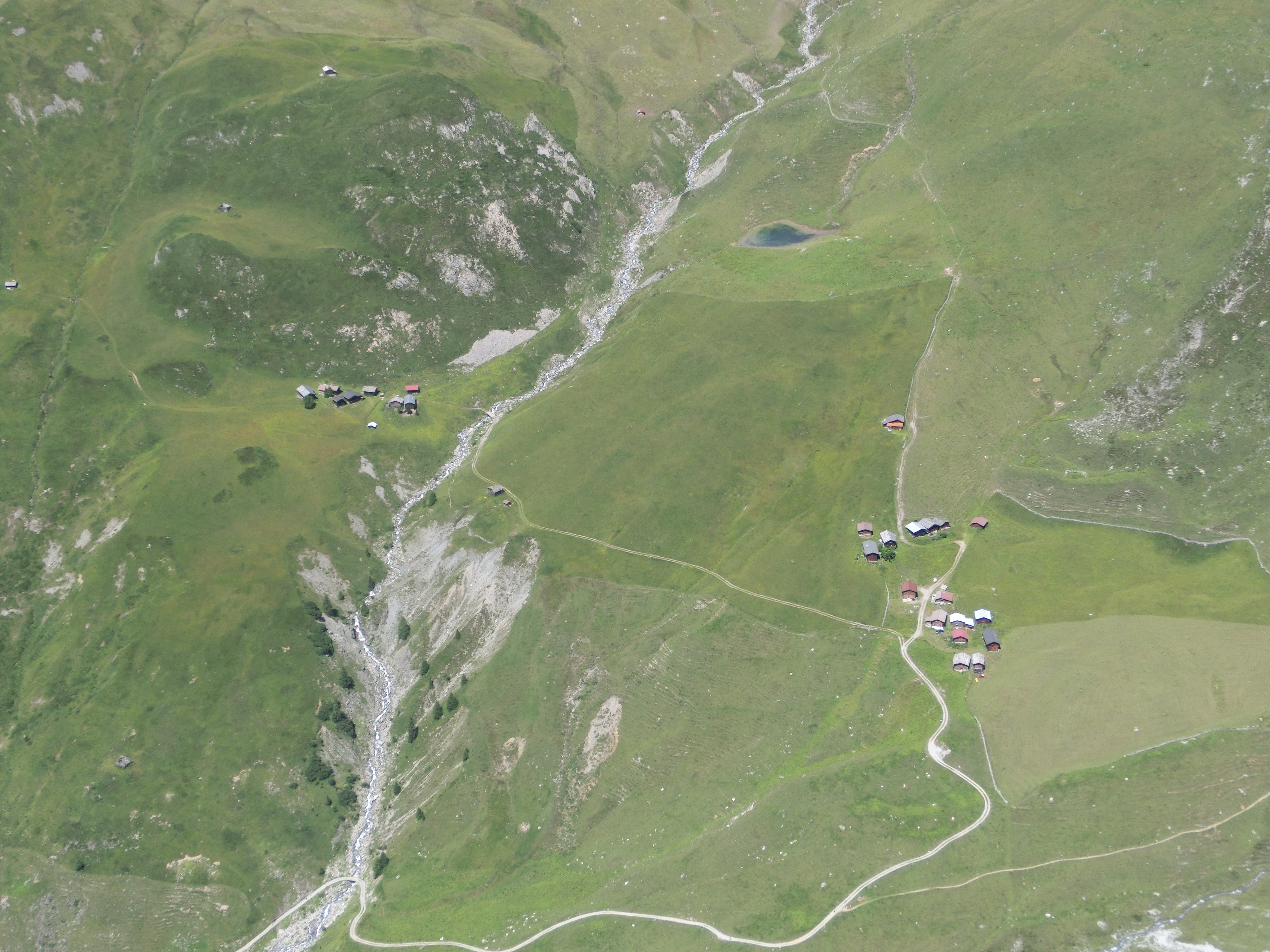
Blick hinunter zu Usserhaupt (links) und Innerhaupt (rechts).
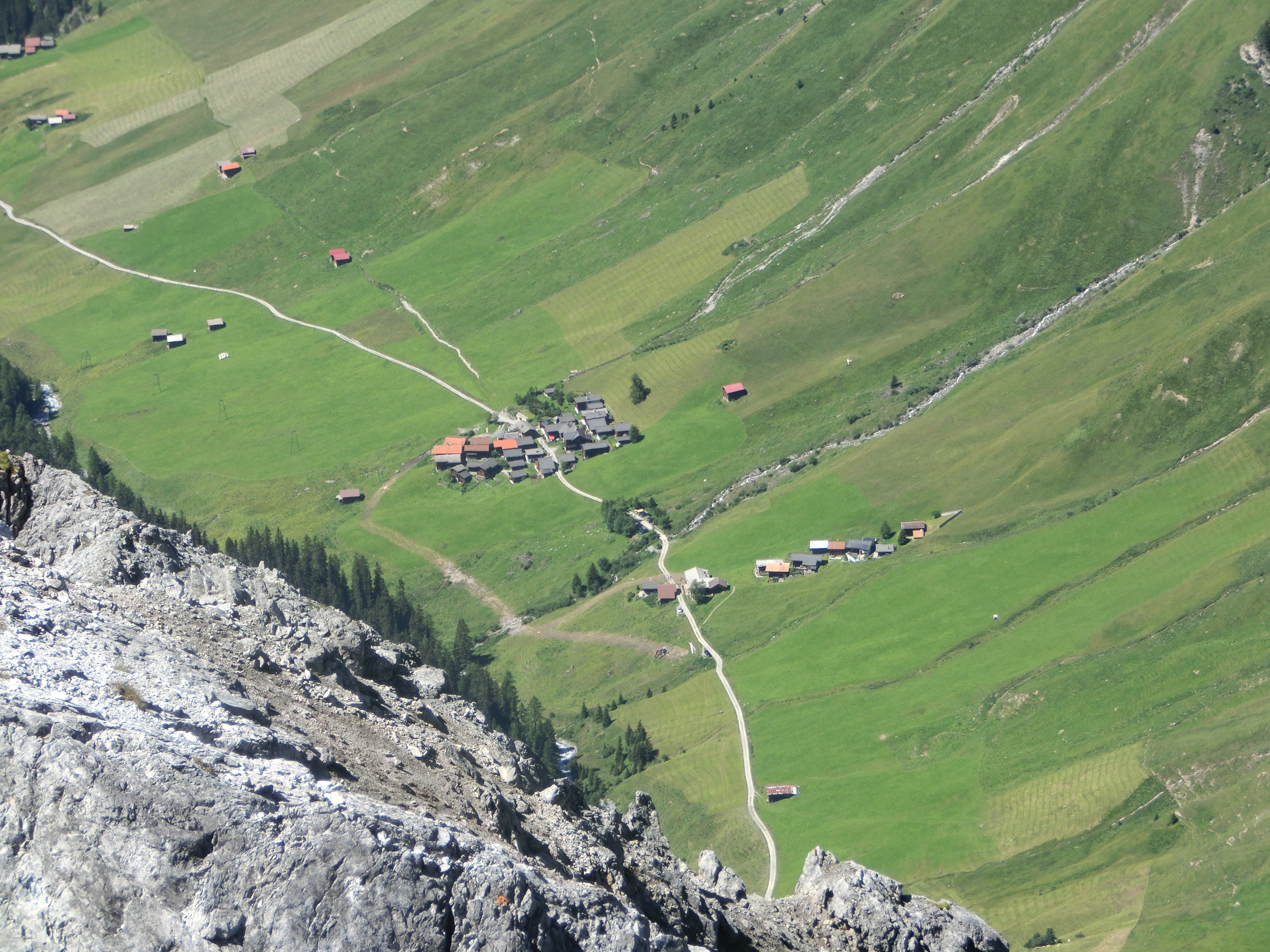
Blick hinunter zum Dörfji Sapün.
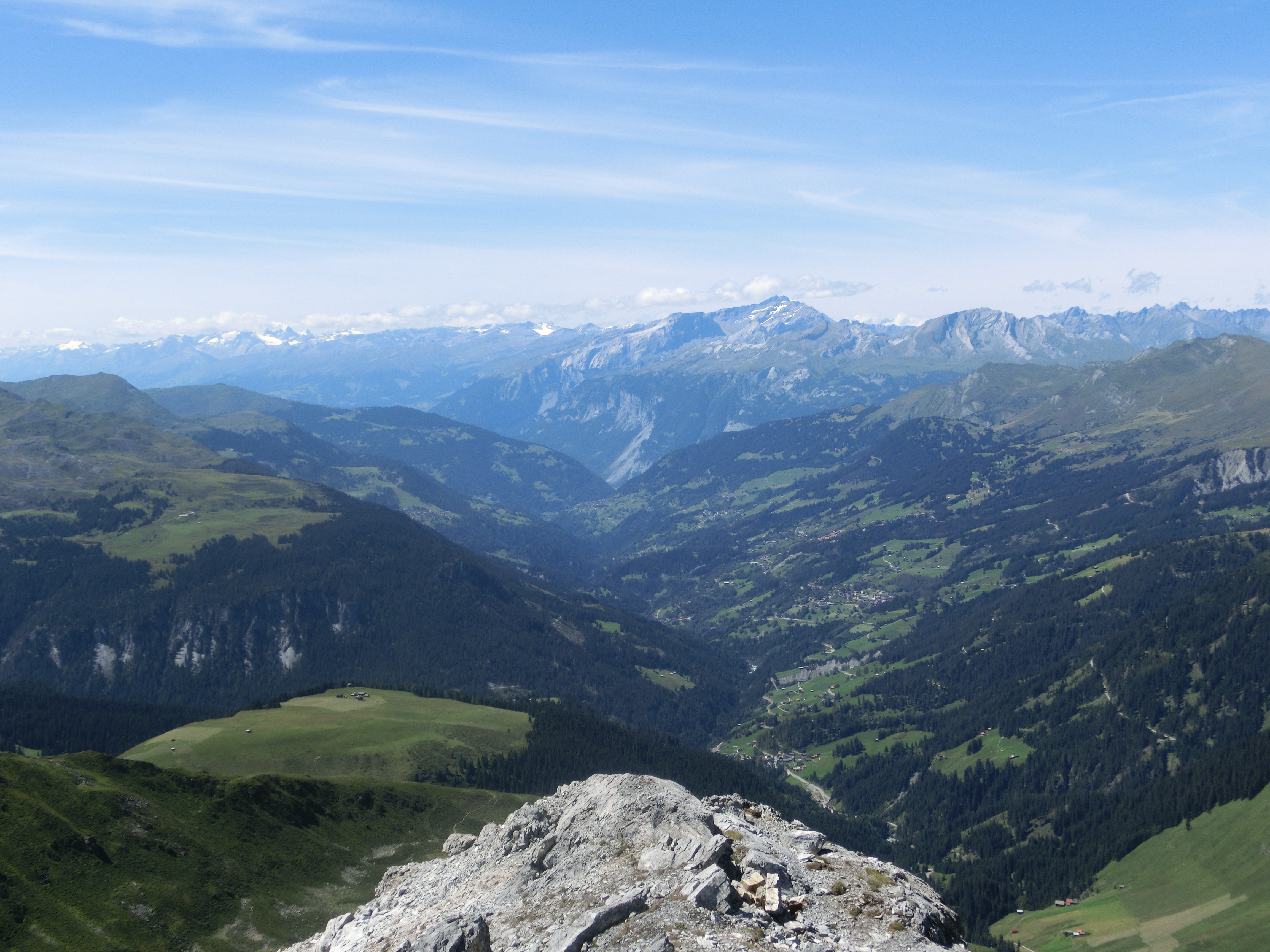
Blick durch das Schanfigg, im Hintergrund der Calanda.
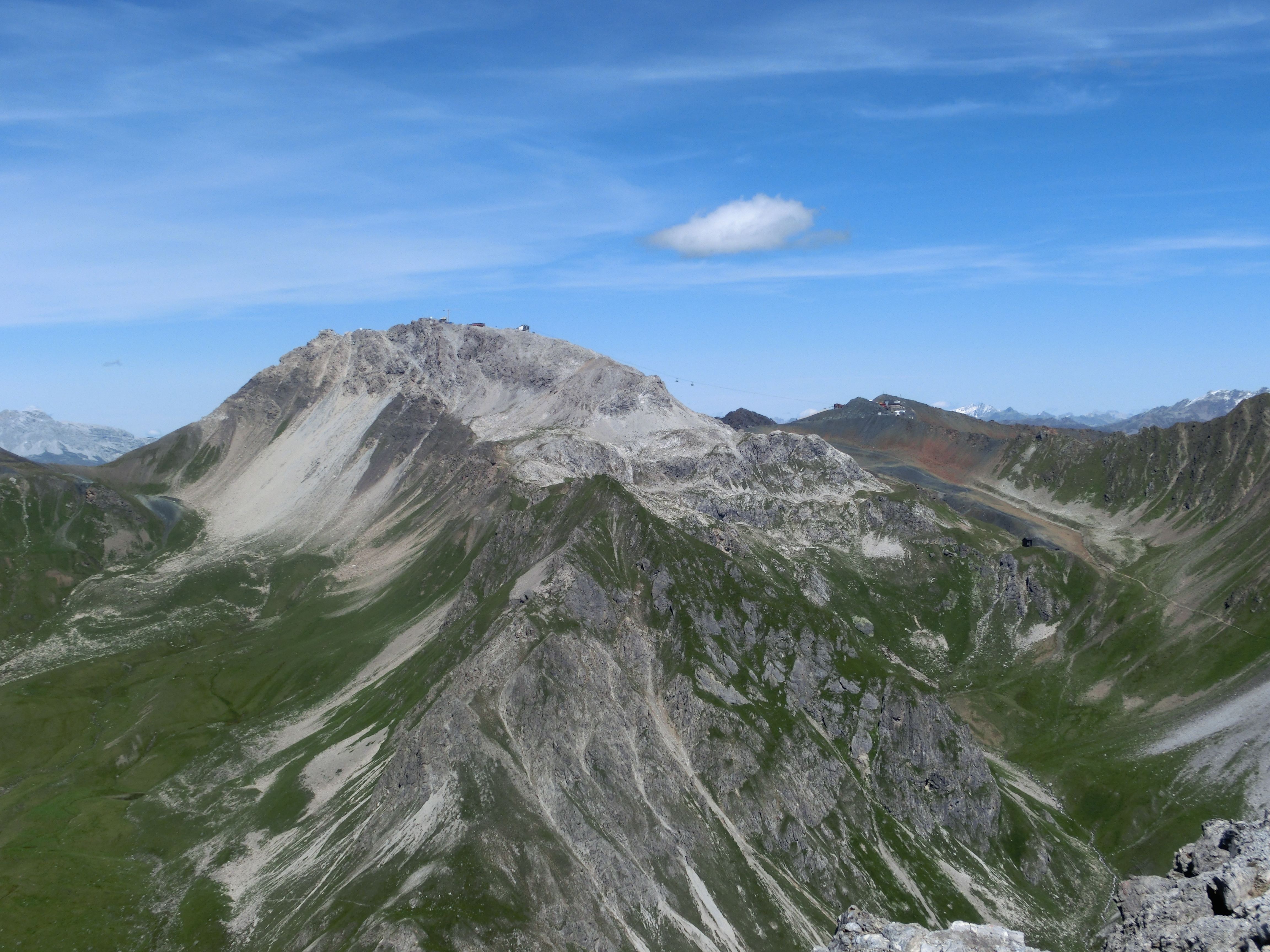
Blick nach Nordosten zu Weissfluh (links) und Weissfluhjoch (rechts).
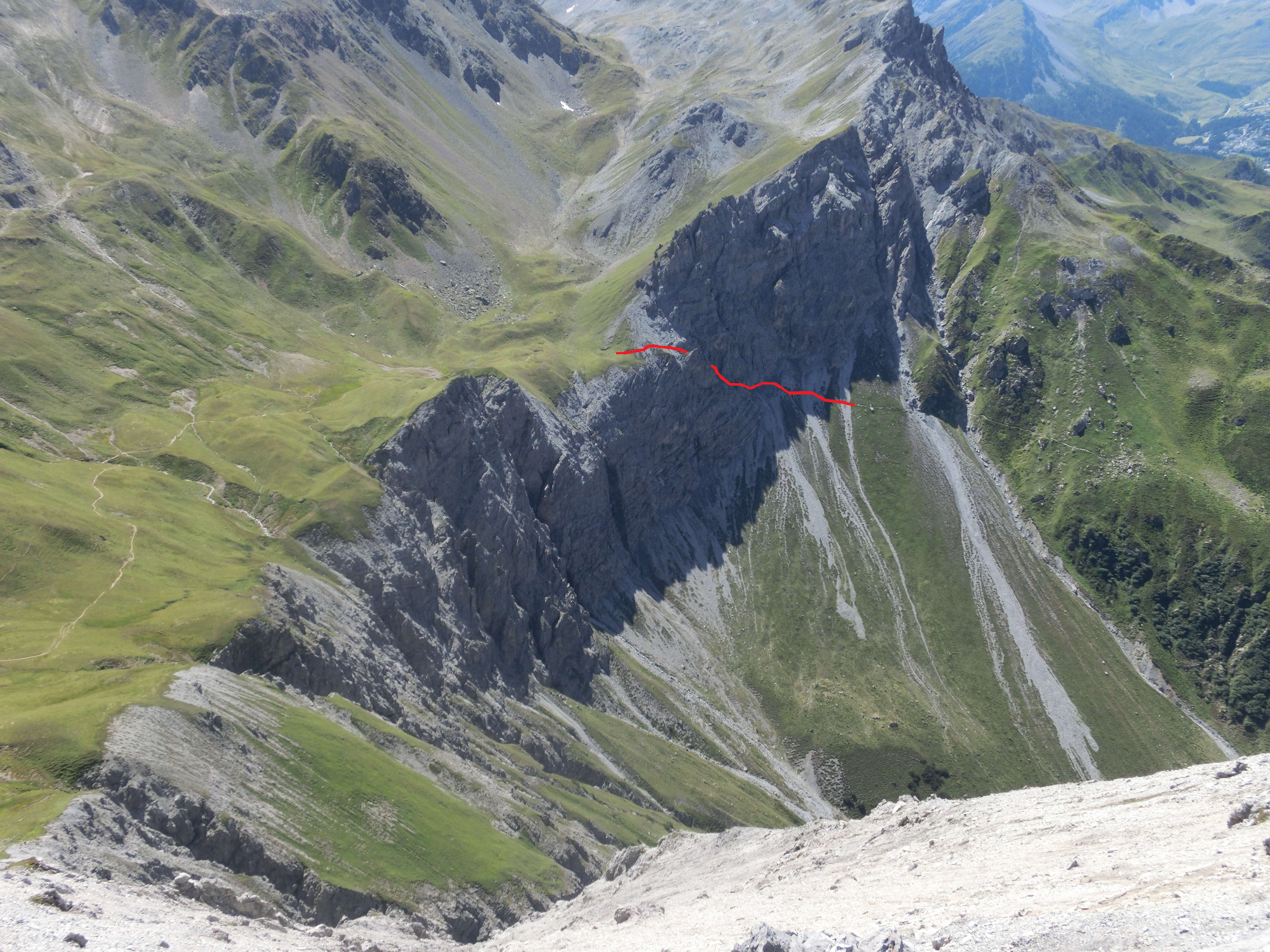
Blick vom Gipfel hinunter zum Tritt. Der Wanderweg von Langwies/Arosa zur Latschüelfurgga verläuft quer durch die Felsen (rot markiert).